# Saddlebackite
La saddlebackite è un minerale.

## Etimologia
Il nome si riferisce alla località di rinvenimento: Mount Saddleback, 100 km a sudest di Perth, in Australia.